# Cá lưỡi chích mũi dài
Cá lưỡi chích mũi dài, tên khoa học Alepisaurus ferox, là một loài cá lưỡi chích được tìm thấy trong các vùng biển sâu 1.830 m (6.000 ft). Loài này phát triển đến chiều dài 215 cm (85 in) và cân nặng 9 kg (20 lb).

## Vị trí
Alepisaurus ferox sống trong môi trường biển, và được tìm thấy trong biển nước sâu. Chúng có thể được tìm thấy tại:
- Tây Thái Bình Dương
- Phía đông Thái Bình Dương
- Đảo Aleutian đến Chile
- Phía tây Đại Tây Dương
- Vịnh Maine
- Vịnh Mexico
- Biển Caribê
- Phía đông Đại Tây Dương
- Ấn Độ Dương
- Phía tây bắc Đại Tây Dương
- Canada
- Biển Đông
- Biển Đông Trung Quốc